# 제비초리
제비초리란 두발 형태의 하나로 뒤통수 밑부분으로 뾰쪽하게 내밀어진 머리털의 모양을 말한다. 그 모습이 제비의 꼬리를 연상시킨다 하여 제비초리라는 이름이 붙었다. 제비초리의 '초리'는 우리말로 ‘가늘고 뾰족한 부분’을 나타내는 접미사로 쓰이며 '눈초리'와 같은 예시로 쓰인다. 제비추리라고도 부르나, 제비추리는 소의 안심에 붙은 고기를 가리키는 별도의 단어로 이는 잘못이다. 제비초리는 유전형질로서, 부모의 제비초리형질은 자식에게 유전된다. 뒤통수외에 앞이마에 돌출된 머리카락도 제비초리라고 한다. 뒤통수에 있는 제비초리는 모양에 따라 V형, W형 M형등 다시 여러 가지 형태로 나뉘며, 일반적으로 가장 대표적인 것이 V형이다.